# 내각 연대 책임
내각 연대 책임(cabinet collective responsibility 또는 collective ministerial responsibility)은 의원내각제의 헌법적 관례이자 웨스트민스터 정부 제도의 초석으로, 내각 구성원은 내각에서 내린 모든 정부 결정을 공개적으로 지지해야 하며, 사적으로는 동의하지 않더라도 마찬가지이다. 이러한 지지에는 의회에서 정부에 투표하는 것이 포함된다. 이 관례는 19세기에 영국에서 형성되었다. 가장 일반적으로 공산주의인 일부 정당은 중앙위원회에 유사한 민주 중앙 집권주의 관례를 적용한다.
내각 구성원이 내각 결정에 공개적으로 반대하려면 내각에서 사임해야 한다.
내각 연대 책임은 의회에서 불신임 투표가 통과되면 정부가 집단적으로 책임을 져야 하며 따라서 전체 정부가 사임한다는 사실과 관련이 있다. 그 결과 새 정부가 구성되거나 의회가 해산되고 총선이 실시된다. 내각의 집단적 책임은 개별 장관의 책임과 다르다. 개별 장관의 책임이란 장관이 자신이 담당하는 부서를 운영할 책임이 있으므로 부서의 실수에 대해 책임을 져야 한다는 것을 말한다.